# Campionati del mondo di atletica leggera 2022 - Staffetta 4×400 metri femminile
La staffetta 4×400 metri femminile dei campionati del mondo di atletica leggera 2022 si è svolta tra il 23 e il 24 luglio presso l'Hayward Field di Eugene, negli Stati Uniti d'America.

## Podio
| Pos.    | Nazionalità | Prestazione |
| ------- | --- | ----------- |
| Oro     | Stati Uniti Talitha Diggs, Abby Steiner, Britton Wilson, Sydney McLaughlin, Allyson Felix*, Kaylin Whitney*, Jaide Stepter Baynes*          | 3'17"79     |
| Argento | Giamaica Candice McLeod, Janieve Russell, Stephenie Ann McPherson, Charokee Young, Stacey-Ann Williams*, Junelle Bromfield*, Tiffany James* | 3'20"74     |
| Bronzo  | Regno Unito Victoria Ohuruogu, Nicole Yeargin, Jessie Knight, Laviai Nielsen, Ama Pipi*                                                     | 3'22"64     |

## Situazione pre-gara

### Record
Prima di questa competizione, il record del mondo (RM) e il record dei campionati (RC) erano i seguenti.
| Record                | Prestazione | Atleta                                                                             | Data                               | Competizione         |
| --------------------- | ----------- | ---------------------------------------------------------------------------------- | ---------------------------------- | -------------------- |
| Record mondiale       | 3'15"17     | Unione Sovietica Tatyana Ledovskaya, Olga Nazarova, Mariya Pinigina, Olga Bryzgina | 1 ottobre 1988 Seul, Corea del Sud | Giochi olimpici 1988 |
| Record dei campionati | 3'16"71     | Stati Uniti Gwen Torrence, Maicel Malone, Natasha Kaiser, Jearl Miles-Clark        | 22 agosto 1993 Stoccarda, Germania | Mondiali 1993        |

### Campioni in carica
I campioni in carica, a livello mondiale e olimpico, erano:
| Campione | Atleta | Prestazione | Data                          | Competizione         |
| -------- | --- | ----------- | ----------------------------- | -------------------- |
| Olimpico | Stati Uniti Sydney McLaughlin, Allyson Felix, Dalilah Muhammad, Athing Mu, Kaylin Whitney*, Wadeline Jonathas*, Kendall Ellis*, Lynna Irby*          | 3'16"85     | 7 agosto 2021 Tokyo, Giappone | Giochi olimpici 2021 |
| Mondiale | Stati Uniti Phyllis Francis, Sydney McLaughlin, Dalilah Muhammad, Wadeline Jonathas, Jessica Beard*, Allyson Felix*, Kendall Ellis*, Courtney Okolo* | 3'18"92     | 6 ottobre 2019 Doha, Qatar    | Mondiali 2019        |

## Risultati

### Batterie
I primi tre di ogni serie (Q) e i due tempi migliori tra gli esclusi (q) si qualificano alla finale
| Pos. | Batteria | Corsia | Nazione     | Atlete                                                                            | Tempo   | Note                                     |
| ---- | -------- | ------ | ----------- | --------------------------------------------------------------------------------- | ------- | ---------------------------------------- |
| 1    | 1        | 2      | Stati Uniti | Talitha Diggs, Allyson Felix, Kaylin Whitney, Jaide Stepter Baynes                | 3'23"38 | Q                                        |
| 2    | 1        | 1      | Regno Unito | Ama Pipi, Laviai Nielsen, Victoria Ohuruogu, Nicole Yeargin                       | 3'23"92 | Q                                        |
| 3    | 2        | 8      | Giamaica    | Stacey-Ann Williams, Junelle Bromfield, Tiffany James, Charokee Young             | 3'24"23 | Q                                        |
| 4    | 2        | 2      | Belgio      | Naomi Van Den Broeck, Imke Vervaet, Helena Ponette, Camille Laus                  | 3'28"02 | Q                                        |
| 5    | 2        | 6      | Canada      | Micha Powell, Aiyanna Stiverne, Kyra Constantine, Natassha McDonald               | 3'28"49 | Q                                        |
| 6    | 2        | 4      | Italia      | Anna Polinari, Ayomide Folorunso, Virginia Troiani, Alice Mangione                | 3'28"72 | q                                        |
| 7    | 1        | 3      | Francia     | Sokhna Lacoste, Shana Grebo, Sounkamba Sylla, Amandine Brossier                   | 3'28"89 | Q                                        |
| 8    | 1        | 8      | Svizzera    | Silke Lemmens, Julia Niederberger, Annina Fahr, Yasmin Giger                      | 3'29"11 | q                                        |
| 9    | 1        | 7      | Ucraina     | Kateryna Karpyuk, Anastasiya Bryzhina, Viktoriya Tkachuk, Anna Ryzhykova          | 3'29"25 | Miglior prestazione personale stagionale |
| 10   | 2        | 7      | Polonia     | Justyna Święty-Ersetic, Iga Baumgart-Witan, Kinga Gacka, Małgorzata Hołub-Kowalik | 3'29"34 |                                          |
| 11   | 1        | 4      | Germania    | Corinna Schwab, Elisa Lechleitner, Judith Franzen, Alica Schmidt                  | 3'30"48 |                                          |
| 12   | 2        | 1      | Norvegia    | Astri Ertzgaard, Elisabeth Slettum, Linn Oppegaard, Amalie Iuel                   | 3'32"00 |                                          |
| 13   | 2        | 3      | Spagna      | Eva Santidrián, Aauri Lorena Bokesa, Laura Hernández, Carmen Avilés               | 3'32"87 |                                          |
| 14   | 1        | 5      | Sudafrica   | Miranda Coetzee, Marlie Viljoen, Gontse Martha Morake, Zenéy van der Walt         | 3'34"68 |                                          |
|      | 1        | 6      | Paesi Bassi | Hanneke Oosterwegel, Lieke Klaver, Cathelijn Peeters, Femke Bol                   | dq      |                                          |

### Finale
| Pos.    | Corsia | Nazione     | Atlete                                                                   | Tempo   | Note                                     |
| ------- | ------ | ----------- | ------------------------------------------------------------------------ | ------- | ---------------------------------------- |
| Oro     | 5      | Stati Uniti | Talitha Diggs, Abby Steiner, Britton Wilson, Sydney McLaughlin           | 3'17"79 | Miglior prestazione mondiale stagionale  |
| Argento | 4      | Giamaica    | Candice McLeod, Janieve Russell, Stephenie Ann McPherson, Charokee Young | 3'20"74 | Miglior prestazione personale stagionale |
| Bronzo  | 6      | Regno Unito | Victoria Ohuruogu, Nicole Yeargin, Jessie Knight, Laviai Nielsen         | 3'22"64 | Miglior prestazione personale stagionale |
| 4       | 7      | Canada      | Natassha McDonald, Aiyanna Stiverne, Zoe Sherar, Kyra Constantine        | 3'25"18 | Miglior prestazione personale stagionale |
| 5       | 8      | Francia     | Sokhna Lacoste, Shana Grebo, Sounkamba Sylla, Amandine Brossier          | 3'25"81 | Miglior prestazione personale stagionale |
| 6       | 3      | Belgio      | Helena Ponette, Imke Vervaet, Paulien Couckuyt, Camille Laus             | 3'26"29 | Miglior prestazione personale stagionale |
| 7       | 2      | Italia      | Anna Polinari, Ayomide Folorunso, Virginia Troiani, Alice Mangione       | 3'26"45 | Miglior prestazione personale stagionale |
| 8       | 1      | Svizzera    | Silke Lemmens, Julia Niederberger, Annina Fahr, Yasmin Giger             | 3'27"81 | Miglior prestazione personale stagionale |